# Rydsnäs
Rydsnäs is een plaats in de gemeente Ydre in het landschap Östergötland en de provincie Östergötlands län in Zweden. De plaats heeft 304 inwoners (2005) en een oppervlakte van 75 hectare.

## Verkeer en vervoer
Bij de plaats loopt de Länsväg 134.